# Mælkekirtel
Mælkekirtlerne (også brystkirtlerne, lobuler) er kirtler der i hunpattedyr producerer mælken, der giver næring til dets unger i deres første tid efter fødslen. Tilstedeværelsen af mælkekirtler er det definerende træk for pattedyr.
I langt størstedelen af pattedyrene, inklusive mennesket, bliver mælken samlet i mælkegange, hvorfra den ledes ud til brystvorten, som dyrets unger sutter på. En lille undergruppe af pattedyr, kaldet kloakdyr, afgiver mælken direkte til huden, hvor den slikkes op af ungerne.

## Evolution
Evolutionært er mælkekirtler udviklet fra svedkirtler, mens mælkegange og brystvorter er en senere udvikling. Kloakdyr er karakteriseret ved ikke at have gennemgået denne udvikling. Hvorledes svedkirtler har udviklet sig til mælkekirtler er uvist.

## Antal og placering
Antallet og placering af mælkekirtler og patter/bryster varierer fra art til art. Langt de fleste pattedyr udvikler et lige antal, generelt placeret symmetrisk på dyrets forside og langs dyrets ventrale bane. Antallet af dievorter / brystvorter passer ca. til antallet af unger dyret normal føder per gang. Det varierer fra 2 (i de fleste primater, inklusiv mennesker) til 16 i grise. Virginiapungrotten har som et af de få dyr et ulige antal, nemlig 13.
| Art                             | Foran | Midt | Bagud | Antal |
| ------------------------------- | ----- | ---- | ----- | ----- |
| Geder, får, heste marsvin       | 0     | 0    | 2     | 2     |
| Køer                            | 0     | 0    | 4     | 4     |
| Kat                             | 4     | 2    | 2     | 8     |
| Hund                            | 4     | 4    | 2     | 10    |
| Mus                             | 6     | 0    | 4     | 10    |
| Rotter                          | 6     | 2    | 4     | 12    |
| Svin                            | 6     | 6    | 4     | 16    |
| Elefanter, primater (mennesker) | 2     | 0    | 0     | 2     |

## Eksempel
- Ko
- Kat
- Gris
- Får
- Ged
- Elefant
- Menneske